# نظریه محدودیت‌ها
تئوری محدودیت‌ها الگویی است مدیریتی که در آن برای رسیدن به اهداف به جستجوی محدودیت (های) (از نظر عددی کم) و اساسی پرداخته می‌شود. همیشه در هر سیستم محدودیتی (هایی) اساسی وجود دارد که باید سایر گزینه‌ها را بر اساس آن(ها) بازسازی کرد. مراحل اولیه گسترش فلسفه مدیریت تئوری محدودیت‌‌ها، از طریق بهینه کردن برنامه زمانی تولید محصولات آغاز شد. این تئوری به دلیل ساده بودن در عین کارایی بسیار، هنوز به عنوان یک راهکار مفید و سودمند مورد استفاده قرار می‌گیرد و نحوه کاربرد تکنیک‌های آن در محافل دانشگاهی در سطح وسیعی به بحث گذاشته می‌شوند. 
ایده اصلی در تئوری محدودیت تعمیم گزاره زیر است:
توان یک زنجیر  به اندازه توان ضعیف‌ترین حلقهٔ آن است.
برای مثال در یک خط تولید میزان خروجی نهایی خط تولید به اندازه تولید ضعیف‌ترین دستگاه خط است و تولید بیشتر در هر دستگاه دیگر می‌تواند منجر به اضافه شدن تولید نیم ساخته می‌شود.

## تاریخچه
دیدگاه مدیریتی تئوری محدودیت‌ها اولین بار توسط Eliyahu M. Goldratt در سال ۱۹۸۴ در کتابی تحت عنوان The Goal مطرح شد. کتابی که به خوانندگان کمک می‌کند تا بتوانند در سازمان خود به اهدافشان دست یابند. راهکارهای اجرایی این تئوری به نام فناوری تولید بهینه، شهرت یافت و نخستین‌بار توسط فری یت در محافل دانشگاهی مورد بحث قرار گرفت. 

## پنج مرحله تئوری محدودیت‌ها
1. تشخیص محدودیت اصلی سیستم
2. تصمیم برای بهره‌برداری هرچه بیشتر از این محدودیت‌ها
3. تابع کردن سایر بخش‌ها نسبت به محدودیت اصلی سیستم
4. بهبود توان محدودیت اصلی سیستم
5. (اگر در این مرحله یکی از محدودیت ها غیر اصلی به محدودیت اصلی تبدیل شد) بازگشت به گام اول

## انواع محدودیت‌ها
۱- محدودیت سیاسی: متداول‌ترین و کم‌هزینه‌ترین نوع محدودیت‌ها است و به سیاست، قانون و معیار اندازه‌گیری یا شرایطی که رفتار سازمان را دیکته می‌کند، گفته می‌شود.
۲- محدودیت منابع: این محدودیت نسبت به محدودیت سیاسی رواج کمتری دارد و شامل ماشین‌ها، نیروی انسانی، مهارت و بازار می‌شود.
۳- محدودیت مواد: غیرمتداول‌ترین نوع محدودیت است که مربوط به کمبود موادی است که در کوتاه‌مدت، تأمین آن دچار مشکل می‌شود.